# S-Dualität (Stringtheorie)

Die S-Dualität ist neben der T-Dualität in der Stringtheorie eine Herleitung zur M-Theorie, die versucht, die fünf Superstringtheorien miteinander zu vereinen. Die meisten Superstringtheorien weisen Dualitäten zueinander auf, weswegen sie 1995 von dem Mathematiker Edward Witten zu der M-Theorie zusammengefasst wurde. 

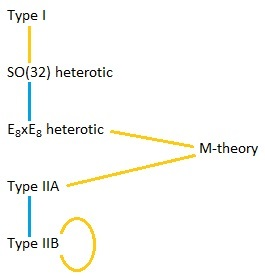
Verknüpfungen zwischen Stringtheorien S-dual (gelb) und T-dual (blau)

## Die Störungsrechnung
Um die S-Dualität verstehen zu können, muss der Begriff der String-Kopplungskonstante eingeführt werden.
Aufgrund der Komplexität der String-Gleichungen wird mit Näherungen gearbeitet, die zwar eine erhebliche Erleichterung darstellen, jedoch nur eine Näherung zu den exakten Gleichungen sind. Hierbei wird die Störungsrechnung verwendet.
Strings wechselwirken miteinander, indem sie miteinander verschmelzen und sich aufteilen. Wenn man die Quantenfluktuationen, wonach spontan virtuelle String-Antistringpaare entstehen, in die Bewegungsgleichung mit einberechnet, so beeinflussen diese die Bewegungen und Wechselwirkungen des Strings enorm.
Ähnlich wie in der Elementarteilchenphysik, welche mit Feynman-Diagrammen arbeitet, gibt es auch in der Stringtheorie Diagramme, in denen die Weltflächen der Strings (und dementsprechend auch deren Wechselwirkungen) dargestellt werden können, die Schleifendiagramme.
Da in der Quantenmechanik nun unendlich viele Teilchen-Antiteilchen-Paare entstehen können, müsste man zu diesem Schleifendiagramm unendlich viele Wechselwirkungsprozesse hinzuaddieren. Die Störungsrechnung geht aber von einem homogenen Raum aus, indem keine Quantenfluktuationen stattfinden, was aber dann eine Näherung ist. Dies nennt man dann ein Nullschleifendiagramm.

## Die String-Kopplungskonstante
In der üblichen Elementarteilchenphysik wird vor allem mit Kopplungskonstanten gerechnet, die die Stärke der gegebenen Kraft definieren. In der Stringtheorie ist sie aber die Wahrscheinlichkeit, mit der sich ein String in ein virtuelles String-Antistringpaar aufteilt. Wenn ihr Wert kleiner als 1 ist, dann ist die Wahrscheinlichkeit höher, je weniger Schleifen im Diagramm sind. Ist ihr Wert jedoch größer als 1, dann ist es genau umgekehrt.
Der Nullschleifenprozess ist also eine sehr gute Näherung zur tatsächlichen Wechselwirkung.
Eines der größten Probleme in der Stringtheorie ist die Bestimmung der genauen Kopplungskonstante, da sie erheblichen Einfluss auf die Störungsrechnung, die Massen und die Energien der Strings hat.
Es ist in den meisten Fällen nur möglich, Aussagen über ein auf Strings basierendes Universum zu treffen, wenn man von dem Fall Kopplungskonstante ≤ 1 ausgeht.
Allerdings ließ sich zeigen, dass sich unter gewissen Voraussetzungen bei Kopplung > 1, Teilchen mit bestimmten Zuständen bestimmen lassen.
Unter diesen Umständen erkennt man, dass es wesentlich einfacher ist, ein Universum zu beschreiben, welches auf Schwacher Kopplung basiert.
Edward Witten konnte 1995 zeigen, dass sich die physikalischen Eigenschaften der Stringtheorie des Typs I bei starker Kopplung und der O-heterotischen bei schwacher Kopplung gleichen. Diese Dualität sowie die T-Dualität treten bei fast allen Superstringtheorien auf.

## Herleitung zur M-Theorie
Dass zwei (Super-)Stringtheorien zueinander unter Umständen T-dual oder S-dual sein können, veranlasste Witten 1995 zu der Annahme, dass sämtliche Stringtheorien sowie die Supergravitation nur ein Teil einer größeren, allumfassenderen Theorie seien, die er daraufhin versuchte, zu entwickeln. Außerdem entdeckte er, dass bei Erhöhung der Kopplungskonstante eines (e-heterotischen) Strings dieser zu einer 2-Mannigfaltigkeit, einer Membran, wird.
Die Theorie, die diese Sachverhalte beschreibt, ist die M-Theorie, die bis heute allerdings noch nicht vollständig verstanden ist.